# Филип Зелић
Филип Зелић (хрв. Filip Zelić; Умаг, 19. септембар 1993) хрватски је пливач чија специјалност су трке делфин и слободним стилом на 200 метара. Вишеструки је рекордер и првак Хрватске у тркама на 200 и 400 слободно и 200 делфин. 
Његов старији брат Ноа, који се такође бавио пливањем наступајући за словеначки Копар, трагично је настрадао у саобраћајној несрећи са непуних деветнаест година.

## Спортска каријера
Филип је пливање почео да тренира у пливачком клубу Пореч за који је наступао до завршетка школовања у локалној гимназији, а потом се због студија преселио у Загреб где је почео да наступа за екипу ХАПК Младост. 
Први значајнији успех у каријери остварио је на државном првенству у Ријеци у јуну 2017. где је освојио три титуле националног првака у тркама на 200 и 400 слободно и 200 делфин. У децембру исте године по први пут је наступио на међународној сцени, и то на европском првенству у малим базенима у данском Копенхагену, али са доста скромним резултатима.  
У лето 2018. по први пут је пливао на европском првенству у великим базенима, а најбољи резултат у Глазгову 2018. је остварио у трци на 200 делфин коју је окончао на 22. месту у квалификацијама. 
На светским првенствима је дебитовао у корејском Квангџуу 2019, заузевши 38. место у квалификацијама трке на 200 делфин, једине дисциплине у којој се такмичио. 